# تيار نفاث
التيار النفاث أو التيار المنطلق، عبارة عن تدفق للهواء بصورة أفقية تقريباً وبسرعة عالية جداً, وذلك في أعالي التروبوسفير، ويتخذ هذا التيار شكل حزمة ضيقة سمكها يزيد عن 1000 م وعرضها يتراوح بين 500-650 كم، وسرعة تدفق الهواء تتراوح بين 150-500 كم في الساعة وأحياناً أكثر، وتكون السرعة أكبر في فصل الشتاء عما هي عليه في فصل الصيف, ويندفع التيار النفاث في اتجاه عام من الغرب إلى الشرق, ويميز في أعالي التروبوسفير تياران نفاثان رئيسيان؛ أحدهما فوق المنطقة الواقعة بين خطي عرض 25-35, والآخر فوق المنطقة الواقعة بين خطي عرض 45-55.

## تيار نفاث قطبي
التيار النفاث القطبي هو تيار هواء عالي السرعة يرتبط بالجبهة القطبية, حيث يتركز تدفقه تحت مستوى طبقة التروبوبوز عند السطح الضغطي 500 مليبار.

## تيار نفاث شبه مداري
تيار نفاث شبه مداري هو تيار عالي السرعة من الرياح الغربية المنطلقة بسرعات كبيرة في أعالي الغلاف المتغير (التروبوسفير) عند السطح الضغطي 200 مليبار، فوق منطقة الضغط المرتفع شبه المداري.

## المصدر
- المعجم الجغرافي المناخي